# Dicranomyia moniligera
Dicranomyia moniligera är en tvåvingeart som först beskrevs av Alexander 1967.  Dicranomyia moniligera ingår i släktet Dicranomyia och familjen småharkrankar.
Artens utbredningsområde är Ecuador. Inga underarter finns listade i Catalogue of Life.